# Zouhair El Ouasli
Zouhair El Ouasli (Casablanca, 11 augustus 1993) is een Marokkaans voetballer die bij voorkeur als aanvaller speelt. Hij maakte in 2019 de overstap van Olympique Khouribga naar Raja de Beni Mellal.

## Clubcarrière

### Raja Casablanca
El Ouasli sloot zich in 2016 aan bij Raja Casablanca. Hij debuteerde op 12 februari 2016 in het eerste elftal, in een Botola Maroc Telecom wedstrijd thuis tegen FUS Rabat.

### Moghreb Athletic Tétouan
Raja Casablanca verhuurde El Ouasli op 9 januari 2018 voor een halve seizoen aan Moghreb Athletic Tétouan.